# Prelude, Fugue and Riffs
Prelude, Fugue and Riffs est une composition écrite de jazz en salle de concert composée en 1949 par Leonard Bernstein pour un orchestre de jazz avec une clarinette solo.
Le titre évoque l'union de la musique classique et du jazz : Le Prélude (premier mouvement) et la Fugue (deuxième mouvement), deux formes de musique baroque, sont suivis immédiatement et sans pause d'une série de "riffs" (troisième mouvement), terme de jazz désignant une figure mélodique courte et répétée.
On y retrouve :
- des cuivres et du rythme dans le premier mouvement,
- des saxophones dans le deuxième mouvement, et
- l'ensemble complet et la clarinette solo dans le troisième mouvement, d'abord avec le soutien du piano, puis de l'ensemble complet.

## Histoire
Achevée en 1949 pour le big band de Woody Herman dans le cadre d'une série d'œuvres commandées ; qui comprenait déjà  Ebony concerto de Stravinsky ; elle n'a jamais été jouée par Woody Herman, probablement parce que son orchestre avait été dissous à ce moment-là.
Au lieu de cela, il a été créé dans le cadre de l'émission télévisée Omnibus de Bernstein, The World of Jazz, le 16 octobre 1955,. Selon certaines sources, le soliste de la première était Al Gallodoro (en) ; d'autres sources indiquent qu'elle a été créée par Benny Goodman - le voisin et ami de Bernstein à Tanglewood depuis les années 1940 - à qui l'œuvre a été dédiée.
En 1952, Bernstein a révisé la partition de son instrumentation originale pour un orchestre de fosse plus conventionnel, et l'œuvre a ensuite été incorporée dans une séquence de ballet dans la première version de la comédie musicale Wonderful Town. La version révisée de Prelude, Fugue and Riffs n'a pas survécu et la majorité de la musique a été coupée de la version finale de la partition de Wonderful Town à l'exception de quelques phrases dans les numéros de la comédie musicale Conquering the City et Conversation Piece.
Elle a ensuite été transcrite pour clarinette et orchestre par Lukas Foss.

## Discographie
Enregistrements par Leonard Bernstein
- Benny Goodman. Benny Goodman Collector's Edition, CBS MK 42227
- Peter Schmidl, Bernstein Conducts Bernstein, Deutsche Grammophon 447952-2 GLB, (1949), (p) 1992

Enregistrement de la version big band
- Wolfgang Meyer : " Homage to Benny Goodman ", EMI Classics 7243 5 56652 2 5 (1998), (p) 1998.

Enregistrements disponibles sur CD
- Michael Collins. The Jazz Album, EMI CDC 7 47991 2
- Harmen de Boer. Bernstein/Copland/Gershwin/Stravinsky, Chandos CHAN 9210 (1993), (p) 1993
- Benny Goodman, "Benny Goodman Collector's Edition", CBS MK 42227.
- Wolfgang Meyer (en) : Homage to Benny Goodman, EMI Classics 7243 5 56652 2 5 (1998), (p) 1998.
- Peter Schmidl, Bernstein Conducts Bernstein, Deutsche Grammophon 447952-2 GLB, (1949), (p) 1992.
- Richard Stoltzman, Copland/Corigliano/Bernstein, RCA Victor Red Seal RD 87762 (1988), (p) 1988.
- John Bruce Yeh (en), Stravinsky/Bernstein/Gould/Babin/Shaw, Reference Recordings RR-55CD (1993), (p) 1993